# ليزا مور
ليزا مور (بالإنجليزية: Lisa Moore)‏‏ (28 مارس 1964 في سانت جونز - ) كاتِبة، وروائية من كندا.